# フューチャーワールド (映画)
『フューチャーワールド』（Future World）は、2018年にアメリカ合衆国で製作されたSFアクション映画。ジェームズ・フランコが監督と主演を務めた。その他の出演はスーキー・ウォーターハウス、ジェフリー・ウォールバーグ、マルガリータ・レヴィエヴァ、スヌープ・ドッグ、ジョージ・ルイス・Jr、クリフ・"メソッド・マン"・スミス、ルーシー・リュー、ミラ・ジョヴォヴィッチ。アメリカ合衆国ではライオンズゲートの配給で2018年5月25日に公開された。

## ストーリー
第三次世界大戦により資源と秩序を失った近未来。荒廃した世界を暴力で生き抜く侵略者「レイダース」たちの王ウォーロードは美しきアンドロイドアッシュを手に入れた。一方、平和主義者たちが暮らす「オアシス」の統治者クイーンは難病である赤熱病に倒れ、息子のプリンスは赤熱病の特効薬がある遥か彼方の「命の寺」を目指し一人旅立っていた。だが、その道中でプリンスはウォーロードの罠にはまり、彼にオアシスまでの道案内を強要される。しかし、そこで突然アッシュが覚醒し、ウォーロードを裏切るとプリンスとともにウォーロードの追跡を振り切り逃亡する。逃亡の途中で、アッシュはプリンスから目を閉じるように言われて従ったことをきっかけに、機能しなくなってしまう。
アッシュをそりで運ぶプリンスは、海辺にある伝説のドラッグタウンへと辿り着く。アッシュはレイという修理工によって再び機能するように直してもらう。ドラッグタウンを支配する王ドラッグロードとの取引で、大男とのデスマッチを強要されたプリンスは、なんとかそれに勝利し特効薬を手に入れるが、アッシュとともに立ち去りたいという要求は聞き入れられずに1人でオアシス目指してドラッグタウンを一度は後にする。レイはアッシュを解放しようとして鎖の切断に失敗するが、2人の間には恋愛感情が生まれる。ちょうどその頃、ドラッグタウンにはウォーロードが近付きつつあり、ドラッグタウンに舞い戻ってきたプリンスが用心深く後をつけると、ウォーロードらはドラッグタウンの住人を相手に手当り次第殺戮している。迎え撃つドラッグロードは自らに薬物を注射し痛みすら感じない体になるが、あえなく銃で殺される。アッシュのもとに駆けつけていたプリンスを発見したウォーロードは、プリンスとレイを処刑するようにアッシュに命じる。しかし、アッシュは命令に逆らって、逆にウォーロード側を攻撃し、難を逃れたプリンスとレイはアッシュとともにウォーロードらのバイクを奪って逃走する。アッシュは途中でバイクを止めて、追撃してくるウォーロードにとどめを刺す。首領を失ったレイダースをその場に置き去りにして、プリンスら3人はオアシスにたどり着く。アッシュはオアシスには入ろうとせず、今やパートナーとなったレイとともにその場を立ち去る。クイーンはプリンスの持ってきた薬を飲んで回復する。
アッシュはプリンスが罠にはまったラブタウンを急襲し、その場を取り仕切るラブロードを殺害して、囚われの身だった性奴隷の女たちを解放する。

## キャスト
※括弧内は日本語吹替
- ウォーロード: ジェームズ・フランコ（加瀬康之）
- ドラッグロード: ミラ・ジョヴォヴィッチ（本田貴子）
- クイーン: ルーシー・リュー（安原麗子）
- アッシュ: スーキー・ウォーターハウス（松本沙羅）
- プリンス: ジェフリー・ウォールバーグ（酒井広大）
- レイ: マルガリータ・レヴィエヴァ
- ラブロード: スヌープ・ドッグ
- ラットキャッチャー: ジョージ・ルイス・Jr
- タトゥー・フェイス: クリフ・"メソッド・マン"・スミス（阪本浩之）
- グランドファーザー: カーメン・アルジェンツィアノ
- ガッター: スコット・ヘイズ
- ロージー: ルーマー・ウィリス